# رشته‌کوه‌های یولونج
رشته‌کوه‌های یولونج (انگلیسی: Jade Dragon Snow Mountain) یک توده‌کوه یا رشته کوه کوچک در استان خودمختار لیجیانگ، در استان یون‌نان، چین است.